# Kanton La Sologne
Der Kanton La Sologne ist seit 2015 ein französischer Kanton im Arrondissement Romorantin-Lanthenay im Département Loir-et-Cher und in der Region Centre-Val de Loire.

## Gemeinden
Der Kanton besteht aus 14 Gemeinden mit insgesamt 21.850 Einwohnern (Stand: 1. Januar 2022) auf einer Gesamtfläche von 909,90 km²:
| Gemeinde                | Einwohner 1. Januar 2022 | Fläche km² | Dichte Einw./km² | Code INSEE | Postleitzahl |
| ----------------------- | ------------------------ | ---------- | ---------------- | ---------- | ------------ |
| Chaon                   | 440                      | 31,85      | 14               | 41036      | 41600        |
| Chaumont-sur-Tharonne   | 1.045                    | 78,33      | 13               | 41046      | 41600        |
| La Ferté-Imbault        | 951                      | 50,02      | 19               | 41084      | 41300        |
| Lamotte-Beuvron         | 4.519                    | 23,34      | 194              | 41106      | 41600        |
| Marcilly-en-Gault       | 742                      | 50,31      | 15               | 41125      | 41210        |
| Nouan-le-Fuzelier       | 2.293                    | 85,49      | 27               | 41161      | 41600        |
| Pierrefitte-sur-Sauldre | 752                      | 74,96      | 10               | 41176      | 41300        |
| Saint-Viâtre            | 1.185                    | 89,79      | 13               | 41231      | 41210        |
| Salbris                 | 4.880                    | 106,61     | 46               | 41232      | 41300        |
| Selles-Saint-Denis      | 1.340                    | 50,98      | 26               | 41241      | 41300        |
| Souesmes                | 1.013                    | 99,50      | 10               | 41249      | 41300        |
| Souvigny-en-Sologne     | 509                      | 41,55      | 12               | 41251      | 41600        |
| Vouzon                  | 1.424                    | 78,25      | 18               | 41296      | 41600        |
| Yvoy-le-Marron          | 757                      | 48,92      | 15               | 41297      | 41600        |
| Kanton La Sologne       | 21.850                   | 909,90     | 24               | 4113       | –            |